# Привалов Григорий Федорович
Григорий Федорович Привалов — доктор биологических наук, советский и российский генетик, специалист по мутагенезу растений.

## Биография
Григорий Федорович родился 29 октября 1924 г. в селе Дмитриевка Щучинского района Кокчетавской области Казахской ССР в семье крестьян.
Служил авиационным механиком в Советской армии с 1942 по 1950 г. и в то же время учился во Всесоюзном сельскохозяйственном институте заочного образования в Москве. Григорий Федорович участвовал в 1943 г. в боях на Воронежском фронте в роли стажера-авиамеханика, с 1943 г. по март 1950 г. проходил военную службу авиамехаником в Высшей офицерской авиационной школе воздушного боя ВВС СССР в Люберцах, а также на Высших летно-тактических курсах ВВС в г. Таганроге. В 1950 г. был демобилизован в запас и поступил в аспирантуру Московской сельскохозяйственной академии им. К. А. Тимирязева на кафедру лесоводства. В 1953 г. защитил диссертацию «Выращивание березы (по исследованиям в Лесной даче ТСХА)» под руководством профессора В. П. Тимофеева.
На протяжении 4-х лет Григорий Федорович успел поработать младшим научным сотрудником Комплексной экспедиции по вопросам полезащитного лесоразведения АН СССР (1953 г.), 1953—1954 гг. ассистентом кафедры лесоводства Московской сельскохозяйственной академии им. К. А. Тимирязева, 1954—1956 гг. — младшим научным сотрудником Крымского филиала АН СССР, 1956—1957 гг. — младшим научным сотрудником Крымской горно-лесной опытной станции.
В 1957 г. Григорий Федорович переехал в Сибирь и устроился в Сибирское отделение АН СССР: сначала младшим научным сотрудником на лесной опытной станции Центрального сибирского ботанического сада, а с 1958 г. — в лаборатории радиационной генетики Института цитологии и генетики СО АН СССР. С 1961 г. по 1970 г. он работал ученым секретарем, заместителем директора по науке. А с 1970 г. Привалов возглавил лабораторию экспериментального мутагенеза. В период 1970—1972 г. мутагенез древесных растений широко обсуждался в научных кругах, в том числе на международных семинарах. Проводились демонстрации мутантов деревьев (лиственниц) на экспериментальном участке Института цитологии и генетики. С 1987 г. Григорий Федорович стал ведущим научным сотрудником этой лаборатории.

## Научные интересы
Григорий Федорович Привалов изучал дозы облучения семян для получения соматических мутаций у растений. Обнаружена связь между радиочувствительностью семян и числом нарушений хромосом в проростках растений. Докторская диссертация Привалова была посвящена мутагенезу: «Соматический мутагенез у растений (на примере некоторых видов древесных)».
Г. Ф. Привалов активно занимался мутагенезом облепихи. Были получены две выдающиеся по размерам плодов формы № 118 и 120. Мутант № 118 стал сортом «Зырянка». Вместе с мутантом № 120 они стали родоначальниками таких сортов, как: «Дружина», «Подруга», «Золотой каскад», «Красный факел», «Ивушка», «Огнистая», «Зарница», а также бессемянной формы «118-П».

## Научные работы
- Привалов Г. Ф. К вопросу о водообеспеченности дуба в условиях Западного Казахстана. //Доклады АН СССР. 1954.Т.IV. № 5.
- Привалов Г. Ф. Выращивание березовых насаждений в ЛОД. ТСХА. //В сборнике «Молодые лесоводы 40-летию Октября», 1957.
- Привалов Г. Ф. Жизнеспособность семян березы в процессе образования и хранения. //Ботанический журнал. 1960. № 1. Т. XIX.
- Привалов Г. Ф. Водный режим сосны на Крымской Яйле. //Труды Никитского Ботанического Сада. 1959. Т. 29. № 5.
- Привалов Г. Ф. Формы сосны в лесной опытной даче СЛ АН СССР. //Известия СО АН СССР, 1960.
- Привалов Г. Ф. Изменчивость клена ясенелистного под влиянием Х-лучей и нейтронов. //Известия СО АН СССР. 1961. № 9.
- Привалов Г. Ф. Экспериментальные мутации вегетативных органов древесных растений. //Доклады АН СССР. 1963. Т. 150.
- Привалов Г. Ф. Чувствительность семян некоторых видов древесных растений к ионизирующим лучам. //Радиобиология. 1963. Т. 3. В. 5.
- Привалов Г. Ф. Морфологические изменения у сосны в результате обработки семян гамму-лучами и колхицином. //Известия СО АН СССР, серия биологич. 1964. № 8. Вып.2.

и др.

## Награды и звания
- орден «Отечественной войны II степени»
- «Знак почета»
- медали «За победу над Германией»
- «30 лет Советской Армии»